# Юссеф Хоссам
Юссеф Хоссам (нар. 3 червня 1998) — колишній єгипетський тенісист.
Найвищу одиночну позицію світового рейтингу — 291 місце досяг 11 грудня 2017, парну — 562 місце — 27 листопада 2017 року.
Завершив кар'єру 2020 року.

## Фінали ф'ючерсів і челленджерів

### Одиночний розряд: 12 (9-3)
| Легенда               |
| --------------------- |
| ATP Челленджери (0–0) |
| ITF Ф'ючерс (9–3)     |

| Титули за покриттям |
| ------------------- |
| Тверде (5–1)        |
| Ґрунт (4–2)         |
| Трава (0–0)         |
| Килим (0–0)         |

| Результат | В-П | Дата     | Турнір                  | Рівень                | Покриття | Суперник                | Рахунок            |
| --------- | --- | -------- | ----------------------- | --------------------- | -------- | ----------------------- | ------------------ |
| Поразка   | 0–1 | Гру 2016 | Каїр Єгипет F36         | Ф'ючерс               | Ґрунт    | Джей Кларк              | 4–6, 4–6           |
| Перемога  | 1–1 | Лип 2017 | Шарм-еш-Шейх Єгипет F18 | Ф'ючерс               | Тверде   | Тома Брешем'є           | 6–1, 7–6(7–4)      |
| Перемога  | 2–1 | Лип 2017 | Шарм-еш-Шейх Єгипет F19 | Ф'ючерс               | Тверде   | Марат Девятьяров        | 6–3, 6–2           |
| Перемога  | 3–1 | Лип 2017 | Каїр Єгипет F22         | Ф'ючерс               | Ґрунт    | Мазен Осама             | 7–6(7–5), 6–1      |
| Перемога  | 4–1 | Вер 2017 | Каїр Єгипет F24         | Ф'ючерс               | Ґрунт    | Фабріціо Орнаго         | 6–7(7–9), 6–4, 6–2 |
| Поразка   | 4–2 | Вер 2017 | Каїр Єгипет F25         | Ф'ючерс               | Ґрунт    | Жоан Татло              | 4–6, 4–6           |
| Перемога  | 5–2 | Жов 2017 | Шарм-еш-Шейх Єгипет F27 | Ф'ючерс               | Тверде   | Давід Перес Санс        | 6–3, 6–4           |
| Поразка   | 5–3 | Жов 2017 | Шарм-еш-Шейх Єгипет F31 | Ф'ючерс               | Тверде   | Пабло Віверо Гонсалес   | 4–6, 6–3, 2–6      |
| Перемога  | 6–3 | Сер 2018 | Сінтра Португалія F15   | Ф'ючерс               | Тверде   | Фредерік Феррейра-Сілва | 4–6, 7–6(7–5), 7–5 |
| Перемога  | 7–3 | Гру 2018 | Каїр Єгипет F29         | Ф'ючерс               | Ґрунт    | Матьє Першико           | 4–6, 6–2, 6–3      |
| Перемога  | 8–3 | Гру 2018 | Каїр Єгипет F31         | Ф'ючерс               | Ґрунт    | Матьє Першико           | 6–3, 2–6, 6–0      |
| Перемога  | 9–3 | Бер 2019 | M15 Шарм-еш-Шейх Єгипет | Світовий тенісний тур | Тверде   | Андрес Артуньєдо        | 7–5, 6–3           |

### Парний розряд: 6 (2-4)
| Легенда                               |
| ------------------------------------- |
| ATP Челленджери (0–0)                 |
| Ф'ючерс / ITF World Tennis Tour (2–4) |

| Титули за покриттям |
| ------------------- |
| Тверде (2–3)        |
| Ґрунт (0–1)         |
| Трава (0–0)         |
| Килим (0–0)         |

| Результат | В-П | Дата     | Турнір                  | Рівень  | Покриття | Партнер               | Суперники                                     | Рахунок          |
| --------- | --- | -------- | ----------------------- | ------- | -------- | --------------------- | --------------------------------------------- | ---------------- |
| Поразка   | 0–1 | Гру 2016 | Каїр Єгипет F36         | Ф'ючерс | Ґрунт    | Мохамед Абдель-Азіз   | Чандріл Суд Лакшит Суд                        | 1–6, 6–3, [6–10] |
| Поразка   | 0–2 | Кві 2017 | Шарм-еш-Шейх Єгипет F14 | Ф'ючерс | Тверде   | Іссам Хайтам Тавіл    | Леннерт ван дер Лінден Ґеорґе фон Массов      | 3–6, 6–7(4–7)    |
| Перемога  | 1–2 | Лип 2017 | Шарм-еш-Шейх Єгипет F18 | Ф'ючерс | Тверде   | Джуніор Александер Ор | Марат Девятьяров Іссам Хайтам Тавіл           | 6–2, 6–3         |
| Поразка   | 1–3 | Жов 2017 | Шарм-еш-Шейх Єгипет F28 | Ф'ючерс | Тверде   | Мазен Осама           | Аніс Горбель Давід Перес Санс                 | 3–6, 6–7(2–7)    |
| Перемога  | 2–3 | Жов 2017 | Шарм-еш-Шейх Єгипет F30 | Ф'ючерс | Тверде   | Аніс Горбель          | Адріан Анджейчук Хосе Франсіско Відаль Асорін | 6–4, 4–2 ret.    |
| Поразка   | 2–4 | Жов 2017 | Шарм-еш-Шейх Єгипет F31 | Ф'ючерс | Тверде   | Антоніо Массара       | Давід Хорда Санчіс Жоао Менезіс               | 3–6, 6–4, [8–10] |